# Chichi frégi
El chichi fregi (o chichí fregit según la norma clásica del occitano) es un dulce típico de la Provenza que consiste en una masa dulce frita en aceite de oliva. Muy similar a los churros, los chichis se consumen comúnmente en la calle, las playas, ferias y fiestas patronales, donde se sirven recién fritos y espolvoreados con azúcar. Son especialmente populares en L'Estaque, un barrio de Marsella, por lo que también se conoce como beignet de L'Estaque (‘buñuelo de L’Estaque’). En el resto de Francia son conocidos simplemente como chichis, que en lengua provenzal significa ‘pequeño trozo’ o ‘pajarito’.

## Historia

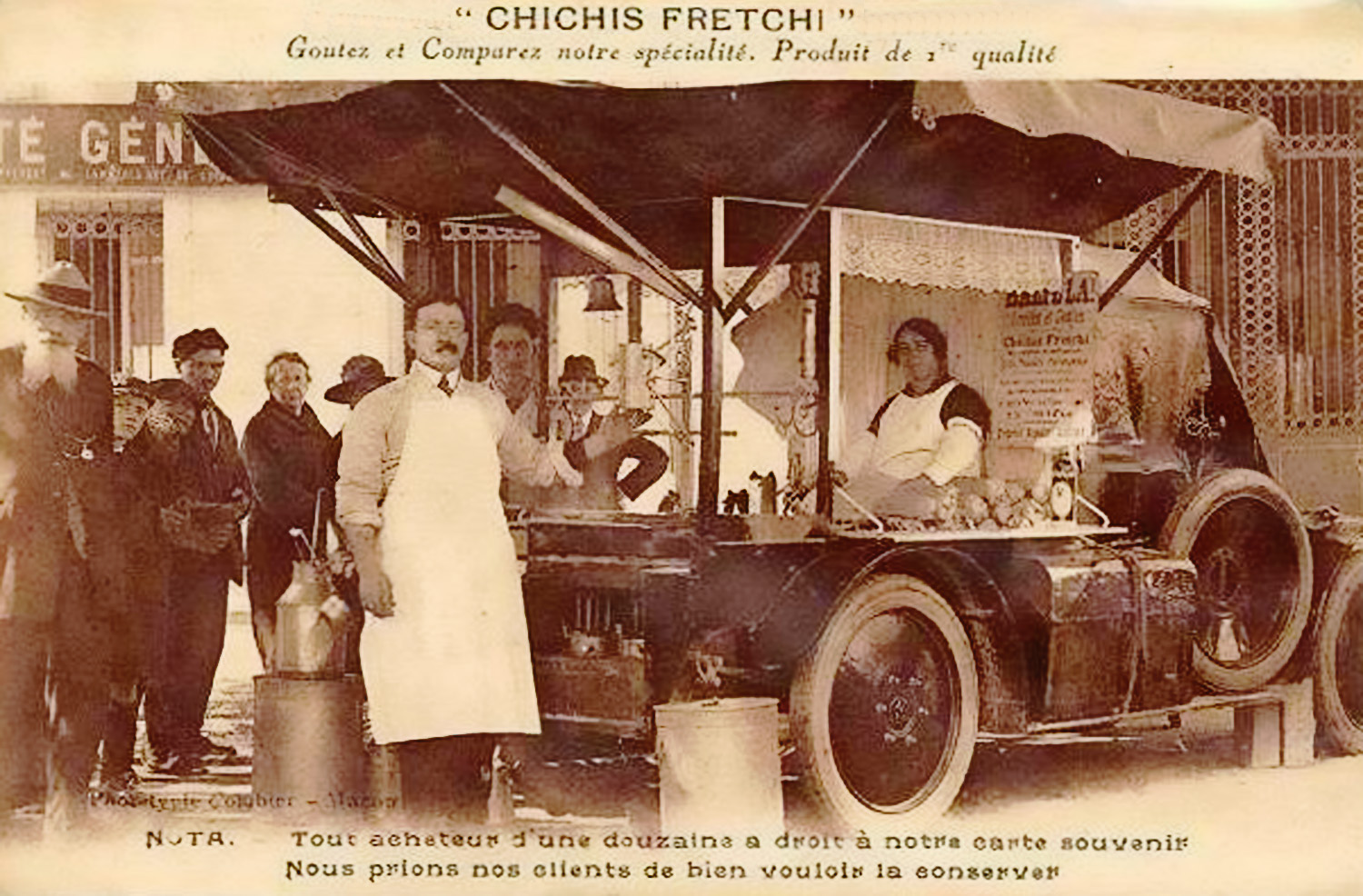
Vendedor ambulante de chichis fregis.

En 1907, Alexis Guglielmi popularizó este buñuelo en Tolón, atribuyéndose su creación, aunque su existencia ya se menciona en publicaciones provenzales de la segunda mitad del siglo XIX. Se vendía en el curso Lafayette y se fabricaba en el barrio de Besagne, a pocos cientos de metros, en la calle Pomme-de-Pin. Esta casa, bautizada como «G. Toine» por Antoine Guglielmi, su hijo, se trasladó a la calle Vincent-Courdouan en 2007, pero cerró sus puertas en 2022, como anunció Marc Guglielmi, bisnieto del fundador.
En Marsella, el chichi fregi es una verdadera institución en el barrio de L'Estaque desde los años 1930.

## Preparación
A base de harina de trigo y garbanzo, generalmente se aromatiza con aceite de oliva y agua de azahar. Los ingredientes necesarios son: harina de trigo, harina de garbanzo, levadura, azúcar en polvo, sal, agua de azahar y agua. Se presenta en forma de un buñuelo largo (15 cm) y ancho (10 cm), plano, frito en aceite y rebozado en azúcar granulada.